# فلسفه سکسوالیته
فلسفهٔ سکسوالیته، فلسفهٔ سکس یا فلسفۀ جنسیت، به بررسی فلسفی سکسوالیته، آمیزش جنسی، عشق و موضوعات مرتبط می‌پردازد. اینکه چه چیزی باعث به وجود آمدن احساسات جنسی می‌شود؟ آیا درگیرشدن اندام‌های جنسی لزومی دارد یا بخش‌های دیگر بدن نیز، می‌توانند لذت جنسی بدهند؟ یک عمل جنسی دقیقاً چه چیزی است؟ لمس بازوی یک شخص، ممکن است رفتاری دوستانه، تجاوز یا فعالیتی مربوط به آمیزش جنسی باشد. جایگاه سکس در ذات انسان چیست؟ بررسی دیدگاه‌های هستی‌شناسی و شناخت‌شناسی دربارهٔ سکس؛ مثلاً دیدگاه‌هایی که آمیزش جنسی در آن‌ها جنبهٔ روحانی بسیار برجسته‌ای دارد یا دیدگاه‌هایی که میل جنسی را غریزه ای هدایت شده (مثلاً توسط هورمونها) می‌دانند که توسط یک خدا یا به وسیلهٔ طبیعت در موجودات قرار داده شده تا در خدمت بقای گونه‌ها باشد یا دیدگاه‌هایی که معتقدند آمیزش جنسی تفاوت چندانی با خوردن، نفس کشیدن و ادرار کردن ندارد. فلسفهٔ سکسوالیته همچنین به اخلاقیات جنسی می‌پردازد؛ اینکه در چه شرایطی انجام آمیزش جنسی، فعالیت جنسی یا تجربه لذت جنسی از نظر اخلاقی درست است؟ و بحث‌های اخلاقی و حقوقی مانند اینکه آیا جامعه حق دارد که مردمش را به سمت ازدواج، خانواده و دور شدن از همجنس‌گرایی سوق دهد؟ و وضع چه قوانینی دربارهٔ همجنس‌گرایی و تن‌فروشی درست است؟ و در نهایت اینکه آمیزش جنسیِ خوب چیست؟ آمیزش جنسیِ خوب تأثیری در زندگیِ خوب دارد؟ می‌توان فلسفهٔ سکسوالیته را به سه دستهٔ فلسفهٔ مفهومیِ سکسوالیته، فلسفهٔ متافیزیکیِ سکسوالیته و فلسفهٔ هنجاریِ سکسوالیته تقسیم بندی کرد.
آلن سوبل و جودیت باتلر فیلسوفان پیشرو معاصر این شاخه به‌شمار می‌آیند.

## فلسفه مفهومی سکسوالیته
فلسفه مفهومی سکسوالیته به موضوعات «میل جنسی»، «فعالیت جنسی» و «لذت جنسی» می‌پردازد. چه چیزی باعث بوجود آمدن احساسات جنسی می‌شود؟ درگیر شدن اعضای جنسی لزومی ندارد زیرا بخش‌های دیگر بدن نیز می‌توانند لذت جنسی بدهند. یک عمل جنسی دقیقاً چه چیزی است؟ لمس بازو یک شخص ممکن است رفتاری دوستانه، تجاوز، یا فعالیتی مربوط به آمیزش جنسی باشد؛ و خواص فیزیکی به تنهایی امکان‌ها را از هم تمیز نمی‌دهد. ارتباط مفهومی بین لذت جنسی و فعالیت جنسی چیست؟ به‌نظر می‌آید که نه «قصد ایجاد لذت جنسی» و نه «خود تجربه لذت جنسی» ملزوماتی برای اینکه ماهیت یک عمل را جنسی در نظر بگیریم نیستند. بجز سؤالات مفهومی در مورد اینکه «چه چیزی یک عمل را جنسی می‌کند»، سؤال دیگر این است که چگونه اعمال خاص جنسی را تعریف کنیم؟ مثلاً چه نوعی از آمیزش جنسی «تجاوز» محسوب می‌شود؟ از نظر مفهومی آیا تفاوتی بین «مجبور کردن یک نفر با نیروی فیزیکی به آمیزش جنسی» یا «پول دادن به شخص برای انجام آمیزش جنسی» هست؟ و اگر هست این تفاوت‌های مفهومی دقیقاً چه هستند؟ 

## فلسفه متافیزیکی سکسوالیته
این شاخه از فلسفه مسائل مربوط به سکسوالیته را از دیدگاه هستی‌شناسی و شناخت‌شناسی مورد بحث قرار می‌دهد: جایگاه سکس در ذات انسان چیست؟ روابط بین سکسوالیته، احساسات و ادراک چیست؟ معنی سکسوالیته برای یک شخص، یک گونه یا کل کیهان چیست؟ آمیزش جنسی دربارۀ چیست؟ همچنین بررسی دیدگاه‌های هستی‌شناسی و شناخت‌شناسی دربارهٔ سکس، مثلاً دیدگاه‌هایی که آمیزش جنسی در آن‌ها جنبهٔ روحانی بسیار برجسته‌ای دارد یا دیدگاه‌هایی که میل جنسی را غریزه‌ای هدایت شده (مثلاً توسط هورمونها) می‌دانند که توسط یک خدا یا به وسیلهٔ طبیعت در موجودات قرار داده شده تا در خدمت بقای گونه‌ها باشد، یا دیدگاه‌هایی که معتقدند آمیزش جنسی تفاوت چندانی با خوردن، نفس کشیدن و ادرار کردن ندارد. اما شاید (علاوه بر این) رفتار جنسی تا حدی مشخص‌کننده شخصیت اخلاقی شخص نیز باشد.

## فلسفه هنجاری سکسوالیته
فلسفه هنجاری سکسوالیته به بررسی سؤالاتی در مورد اخلاقیات جنسی می‌پردازد. در چه شرایطی انجام آمیزش جنسی، فعالیت جنسی، یا تجربه لذت جنسی از نظر اخلاقی درست است؟ انجام آن با چه کسی درست است؟ با چه بخش‌هایی از بدن؟ به چه مدت؟ این شاخه از فلسفه همچنین به سؤالات حقوقی، جامعه‌شناختی و سیاسی مربوطه نیز می‌پردازد. آیا جامعه باید مردمش را به سمت ازدواج، خانواده و دور شدن از همجنس گرایی سوق دهد؟ آیا قوانینی در ممنوعیت تن‌فروشی و همجنس گرایی باید وضع شود؟ این سؤالات جنبهٔ اخلاقی دارند، اما این شاخهٔ فلسفه به سؤالات غیر مرتبط به اخلاق نیز می‌پردازد: آمیزش جنسیِ خوب چیست؟ آمیزش جنسیِ خوب تأثیری در زندگیِ خوب دارد؟